# Cirié
Cirié (Siriè in piemontese) è un comune italiano di 18 052 abitanti della città metropolitana di Torino, situato nel sud-ovest della regione storico-geografica del Canavese, in Piemonte.

## Geografia fisica

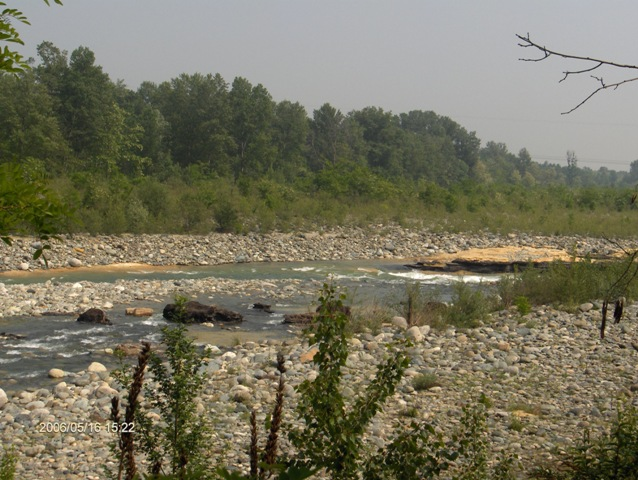
La Stura di Lanzo fra i comuni di Nole e Cirié. Il corso d'acqua segna una piccolissima parte del confine tra i due comuni.

Il comune è situato nel basso Canavese a circa 23 chilometri a nord-ovest del capoluogo provinciale, presso lo sbocco delle valli di Lanzo.

### Corsi d'acqua
Il principale corso d'acqua che bagna il territorio è la Stura di Lanzo, che separa il capoluogo dalla frazione Vastalla, ma scorre anche il Bendola che segna il confine con San Carlo Canavese.

### Parco naturale La Mandria
Il comune è attraversato dal parco naturale La Mandria attraverso la frazione Vastalla, situata a poco più di un chilometro da Robassomero.

## Storia
La zona di Cirié e dell'Alto Canavese era abitata, sin dall'antichità, dai Salassi, una popolazione di origine celtica. Prima della dominazione romana il Canavese, come riferisce lo storico Polibio, era ricoperto da fitte boscaglie, con poche radure, qualche piccolo villaggio e rari sentieri che scorrevano tra la vegetazione.
Nell'anno 143 a.C. i Romani, guidati dal console Appio Claudio Pulcro, mossero guerra contro le tribù stanziate nelle valli dell'Orco e della Dora Baltea, con l'intento di aprirsi una via verso l'Elvezia e la Gallia transalpina. Si riteneva che l'occupazione sarebbe stata assai rapida, invece la reazione delle tribù locali fu durissima e gli invasori furono costretti, in un primo momento, alla ritirata. Per questo i Romani ritennero necessario stabilire alcuni accampamenti nella zona, per meglio organizzare l'esercito e sorvegliare le vie di comunicazione verso le valli. Vennero così allestiti accampamenti nei pressi di Ivrea, di Torino e nell'area dove sorge attualmente Cirié. Da qui era possibile sorvegliare l'accesso alle vallate di Lanzo e di Viù.
L'accampamento presso l'attuale Cirié prese il nome di Castrum Cerreti, in riferimento, probabilmente, alla grande quantità di cerri presenti nella zona. Successivamente, per brevità, venne chiamato semplicemente Cerretum. Il decumano maggiore dell'antico accampamento potrebbe essere identificato con l'attuale via Vittorio Emanuele II, la strada principale del centro storico.
Con il definitivo assoggettamento dei Salassi, il castrum divenne un importante crocevia di scambi commerciali, dando origine ad un centro abitato.
In seguito alla 'cristianizzazione' dell'Impero, il vecchio toponimo venne sostituito con il nome di un santo: per assonanza con il precedente, si scelse il nome di san Ciriaco di Roma, martire cristiano del 303. Il Theatrum Sabaudiae (1682) dedica una lunga descrizione alla città («Septimo Taurinense ad Urbe lapide, Septentrionem versus, non longe ab Alpium Graiarum radicibus, occurrit Ciriacum Oppidum, insigne Marchionatus titulo, qui sub se S. Mauritium, Nolas & Robasomerium minora Oppida comprehendit») e cita la probabile derivazione del nome dalla venerazione per il Santo («Pedemontanis dicitur Cirié, fortasse a peculiari Incolarum erga Divum Cyriacum Martyrem cultu, cujus festum s.Idus Augusti inibi summa celebritate recolitur»). La presenza romana nel territorio ciriecese è testimoniata dal ritrovamento di monete dell'età imperiale, frammenti di terrecotte e varie lapidi funerarie, conservate, queste ultime, nella chiesa di San Martino.
Dalla caduta dell'Impero Romano e dalle prime invasioni barbariche, vi è un vuoto di informazioni che dura quasi un millennio. Sappiamo per certo che nel 1229 il territorio di Cirié viene occupato dai Marchesi del Monferrato. Nel 1296 Margherita di Savoia sposa Giovanni I, ottenendo in questo modo i diritti sulle terre di Caselle, Cirié e Lanzo. Alla morte prematura del marito, Margherita si trasferisce nel grande castello di Cirié, che sorgeva nella piazza che ancora oggi ne porta il nome. L'insediamento di Margherita nel castello, che avviene nel 1306, viene ricordato ancora oggi con il Palio dei Borghi, manifestazione che si svolge ogni due anni nel territorio ciriacese. Di questo castello non restano tracce, poiché andò distrutto durante l'invasione francese del 1536 e i resti completamente dispersi durante la sistemazione della piazza Castello ai primi del Novecento. Alcuni fregi, le uniche vestigia del castello, sono stati rinvenuti durante operazioni di scavo nella piazza e sono conservati, incastonati in un muro interno, nella chiesa di San Martino di Liramo.

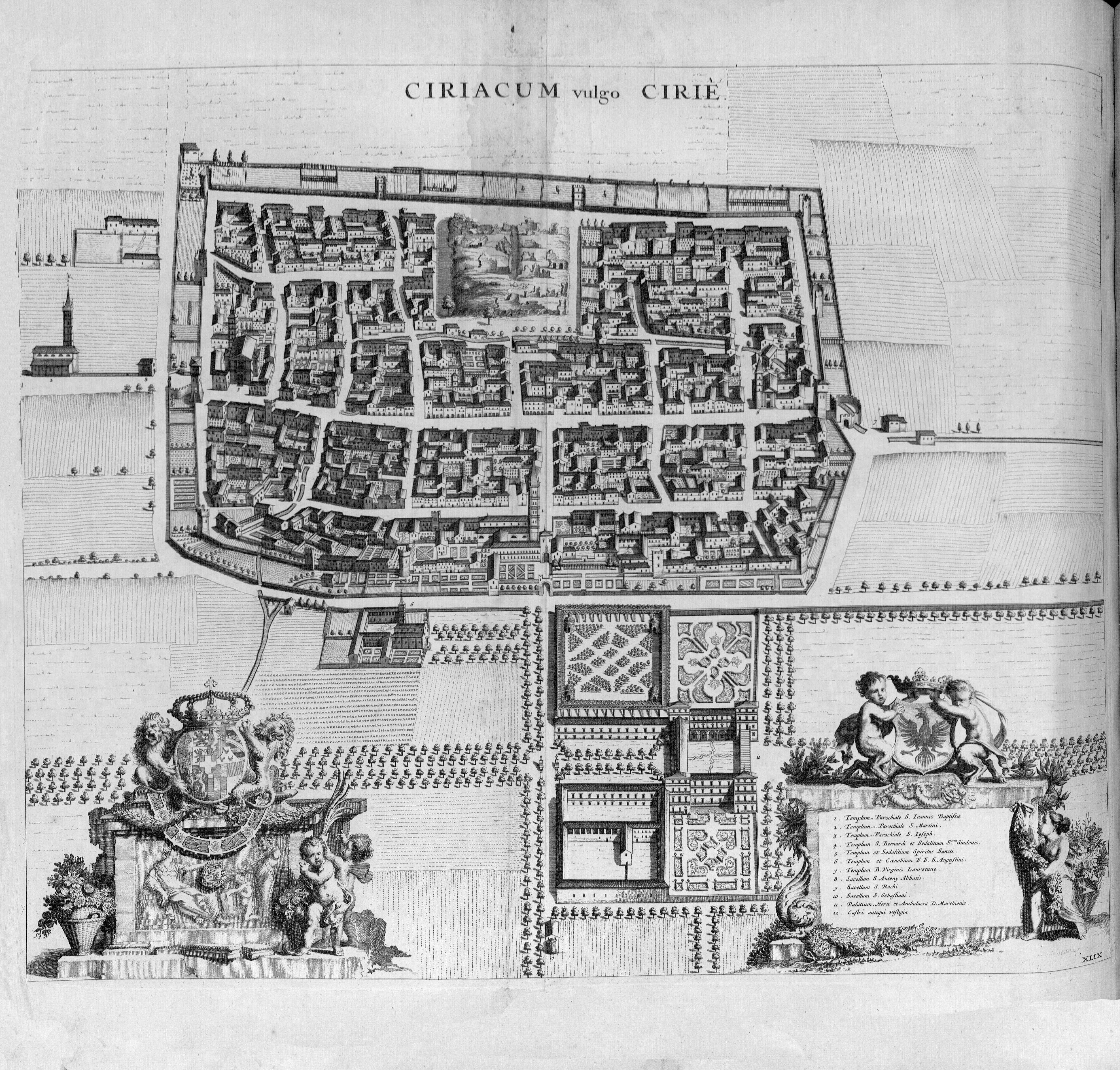
Mappa di Cirié (1726)

Margherita di Savoia procede al restauro e all'ampliamento del castello, che diventa in breve tempo una delle residenze più importanti del territorio. Nobili da tutta Europa vi si recano in visita portando appresso guarnigioni e servitù, che non vengono alloggiati a palazzo, ma presso le residenze dei cittadini. In segno di ringraziamento verso la popolazione, Margherita provvede alla concessione di "esenzioni", importanti riconoscimenti alla popolazione. Procede all'annullamento delle tasse, e all'istituzione del mercato cittadino nelle giornate di lunedì e giovedì; la tradizione, spostata alla giornata di venerdì, perdura tutt'oggi. Il mercato, che, grazie alla favorevole posizione di Cirié, attirava un gran numero di visitatori da tutto il circondario, e anche dalle valli, divenne un'importante fonte di reddito per la città.
Nel 1576, Emanuele Filiberto di Savoia, volendo uno sbocco sul mare per il suo Stato, acquista il porto di Oneglia e altre terre dell'Imperiese, dal patrizio genovese Gio. Gerolamo D'Oria, in cambio di Cirié, eretta a Marchesato con Nole e S. Maurizio, e la Contea di Cavallermaggiore; quest'ultima sarà poi oggetto di permuta con il Marchesato del Maro (attuale Borgomaro).
Il D'Oria stabilisce la sua residenza a Cirié, dando origine a una discendenza che durerà fino ai primi anni del Novecento, estinguendosi con Emanuele D'Oria, X marchese di Cirié e del Maro, che fu anche primo sindaco di Cirié, dopo che questa, con un regio decreto legge del 1905, ottenne il titolo di città.

### Simboli
Lo stemma storico del comune di Cirié è stato riconosciuto con regio decreto datato 8 giugno 1905.
(Comune di Cirié, Statuto comunale, art. 4.)
Il gonfalone, concesso alla Città con D.P.R. del 28 gennaio 1956, è un drappo di azzurro riccamente ornato con ricami d'oro.

## Monumenti e luoghi d'interesse

### Architettura

#### Villa Remmert
Edificata tra il 1902 e il 1906 in stile Art Nouveau, su progetto dell'architetto Pietro Fenoglio. La villa comprendeva, in origine, un vasto giardino all'inglese e una tenuta agricola. Nel 1988 viene acquistata dal comune e dal maggio 2006 ospita mostre di arte contemporanea gestite dalla Fondazione Sandretto Re Rebaudengo di Torino

#### Duomo di San Giovanni Battista
Dichiarato monumento nazionale nel 1887, si trova nella centralissima piazza San Giovanni, oggi pedonale. Esempio di gotico provenzale piemontese, viene realizzato nel corso del XIV secolo. È affiancato da un campanile a quattro piani, la cui sommità si presenta con una guglia centrale e quattro pinnacoli posti negli angoli.

#### Palazzo dei Marchesi D'Oria
L'edificio com'è ora, venne realizzato sulla struttura di una precedente villa appartenente ai Provana, Signori di Leynì, che nel centro storico possedevano anche una dimora turrita. Durante il XVII secolo il palazzo venne modificato, aggiungendo una manica decorata dagli artisti di Corte, dove soggiornavano i Savoia nelle loro partite di caccia. A questo scopo, il complesso fu dotato di un ampio spazio esterno ad uso venatorio; una parte di questo venne recintato nella seconda metà del secolo XVIII. Il bel parco retrostante il palazzo era dotato anche di un laghetto. All'inizio del Novecento tutto il complesso fu acquistato dalla famiglia Remmert, di origine alsaziana, proprietaria di un importante stabilimento tessile. Il palazzo marchionale fu donato alla Città e il laghetto prosciugato; il parco venne lottizzato e reso edificabile.

#### Chiesa di San Giuseppe
Durante la terribile peste del 1630-1631, la popolazione di Cirié fece voto di edificare un ospedale, se fosse riuscita a superare la terribile epidemia. 
Nell'anno successivo, mancando i fondi necessari per l'edificazione dell'ospedale, si decise di procedere alla costruzione di una chiesa, che, terminata nel 1647, venne dedicata a san Giuseppe.
Tipico esempio di architettura della Controriforma, la chiesa custodisce al suo interno diverse opere di pregio, tra cui spicca una bellissima pala d'altare raffigurante la Madonna e attribuita a Defendente Ferrari. Tale opera, commissionata dai commercianti di lana ciriacesi, era precedentemente custodita nel convento agostiniano, oggi non più presente.

#### Chiesa di San Martino di Liramo
È uno dei più significativi esempi di architettura romanica del territorio piemontese. Il campanile è la parte più antica del complesso, essendo stato edificato intorno all'anno 900. L'abside centrale viene invece realizzata un secolo dopo. Esterna alle mura che cingevano il borgo di Cirié, la chiesa si trovava in corrispondenza di un antico insediamento e il suo ingresso non era rivolto verso Cirié, ma verso il sentiero che conduceva a Nole. Venne probabilmente edificata sulle fondamenta di un antico tempio di epoca romana. Lo testimoniano le due pietre utilizzate come altari, ancora oggi presenti all'interno della chiesa, che rivelano, con la presenza di cavità per raccogliere il sangue animale, un loro uso per la celebrazione di antichi riti pagani.

#### Cappella di Robaronzino
La cappella è inserita in una antica cascina dalla tipica struttura a corte, sorta nel XVII secolo alla periferia di Cirié. A differenza delle numerose cappelle campestri della zona, quella di Robaronzino è molto ricca di decori poiché fu, nella prima metà del '700, proprietà del banchiere-magnate Antonio Faccio di Carignano. L'edificio, che all'esterno si presenta semplice e lineare, è all'interno un vero gioiello barocco: l'altare, attribuibile a Bernardo Vittone, è coronato da candelabri e putti lignei; pregevolissimi stucchi di maestri luganesi ornano la chiesa; l'abside è decorata da una tela che raffigura l'Immacolata Concezione; le pareti laterali presentano quattro grandi tele, opera del pittore settecentesco Pier Francesco Guala, raffiguranti scene di vita mariana.

#### Chiesa Santo Sudario
Nella via omonima, in pieno centro cittadino, sede di una delle più antiche confraternite dedicate alla Sindone di Torino, attualmente utilizzata anche per il rito ortodosso romeno.

#### Chiesa dello Spirito Santo
Situata sulla centrale via Vittorio Emanuele, era un tempo sede della omonima confraternita e non è più officiata dalla fine degli anni Sessanta del Novecento. In un sobrio barocco piemontese, la chiesa, ad una sola navata, risale probabilmente alla fine del Seicento. Spogliata nel corso degli anni di quasi tutti gli arredi (tra cui il bell'organo, il coro ligneo, quadri e statue), necessiterebbe di un adeguato restauro. Negli ultimi anni è stata vivificata dalle attività artistiche e culturali della locale associazione "To Ergasterion" che vi organizza mostre d'arte contemporanea e spettacoli teatrali.

#### Torre di San Rocco
Situata su Corso Nazioni Unite, a nord-ovest della città, è il simbolo del Borgo omonimo. È la testimonianza residua delle fortificazioni medievali della città e del suo castello, andati distrutti e demoliti nel XVI secolo durante l'assedio francese.

## Galleria d'immagini

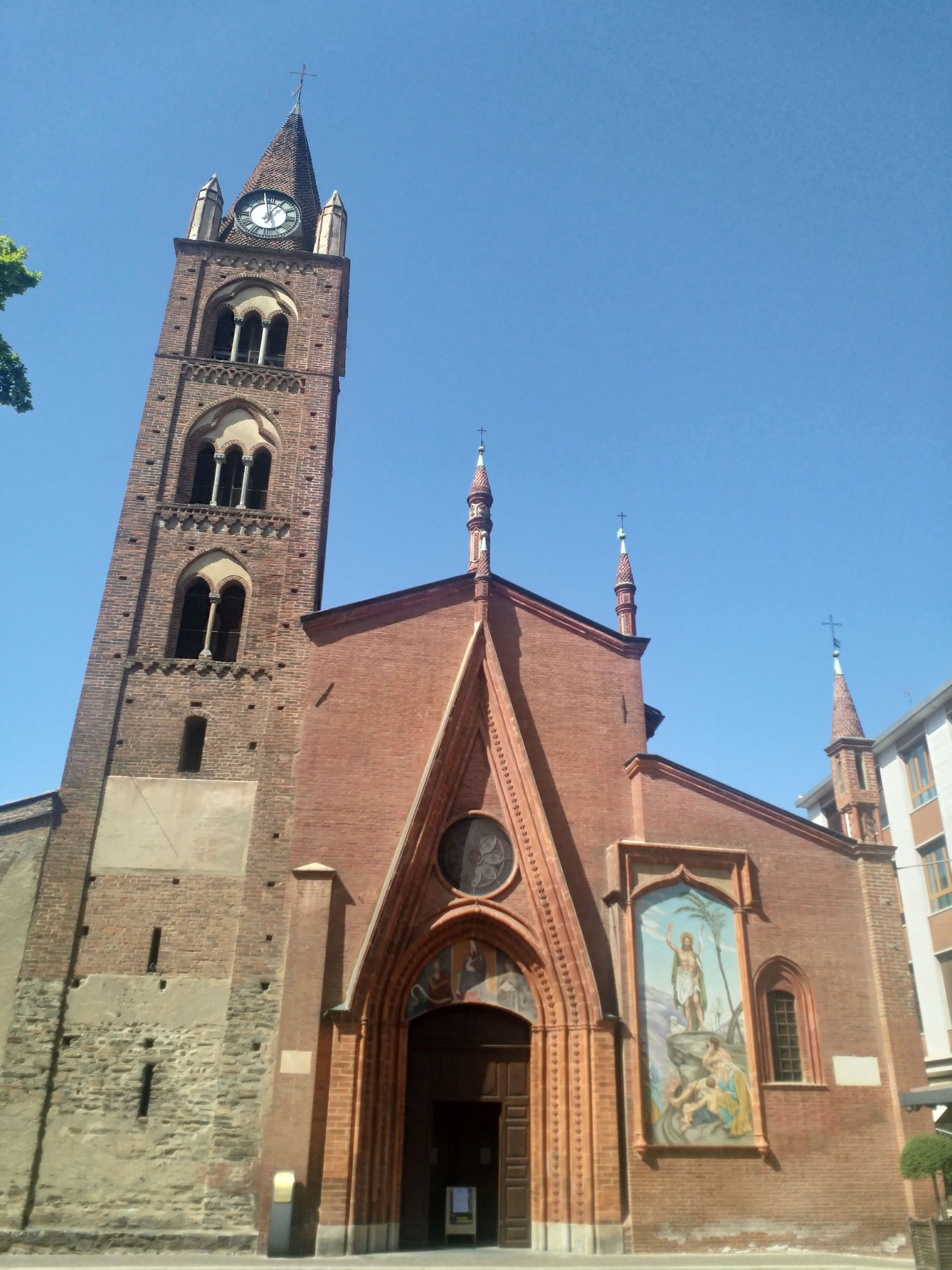
Duomo di San Giovanni Battista
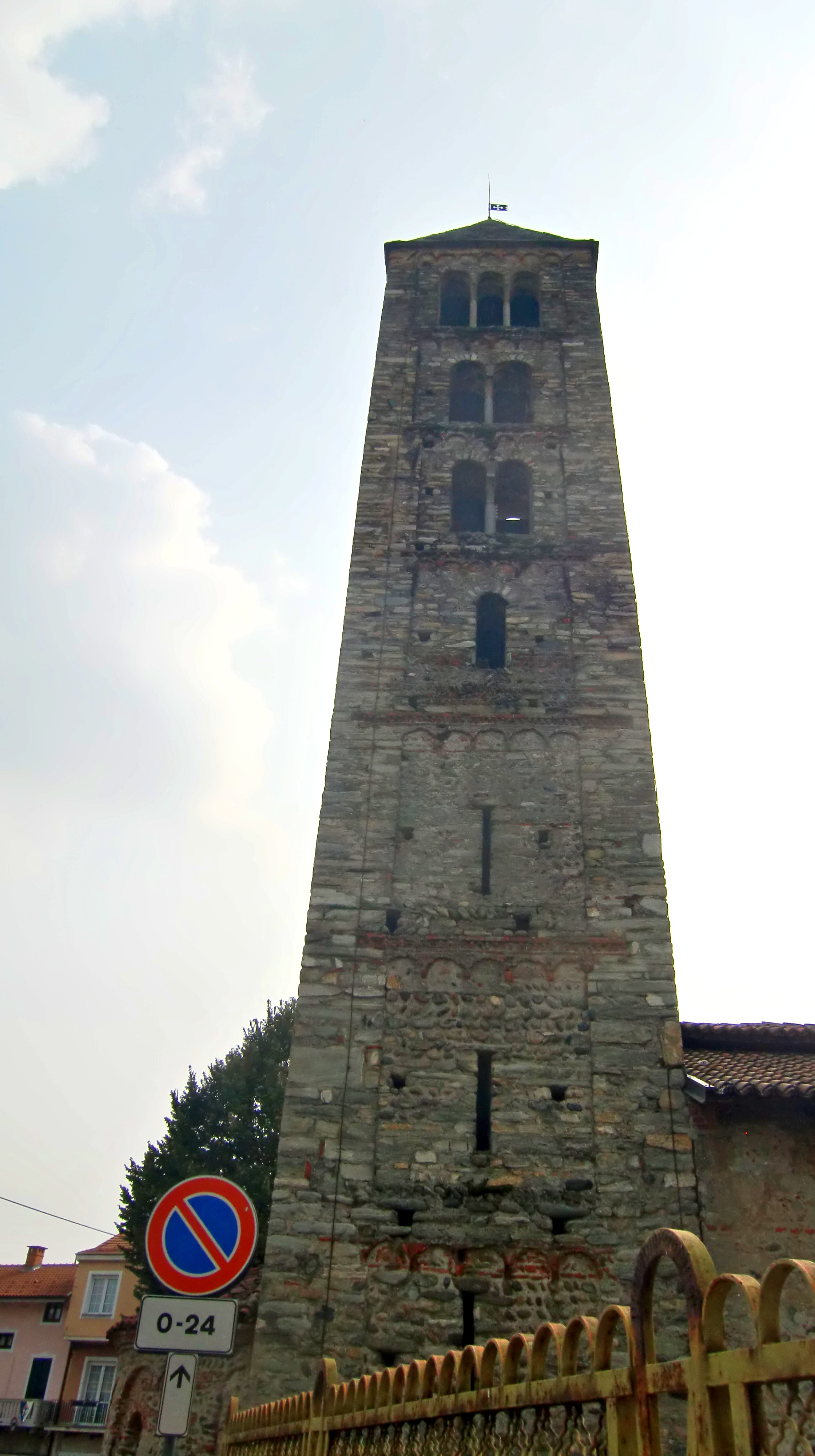
Campanile di San Martino Liramo
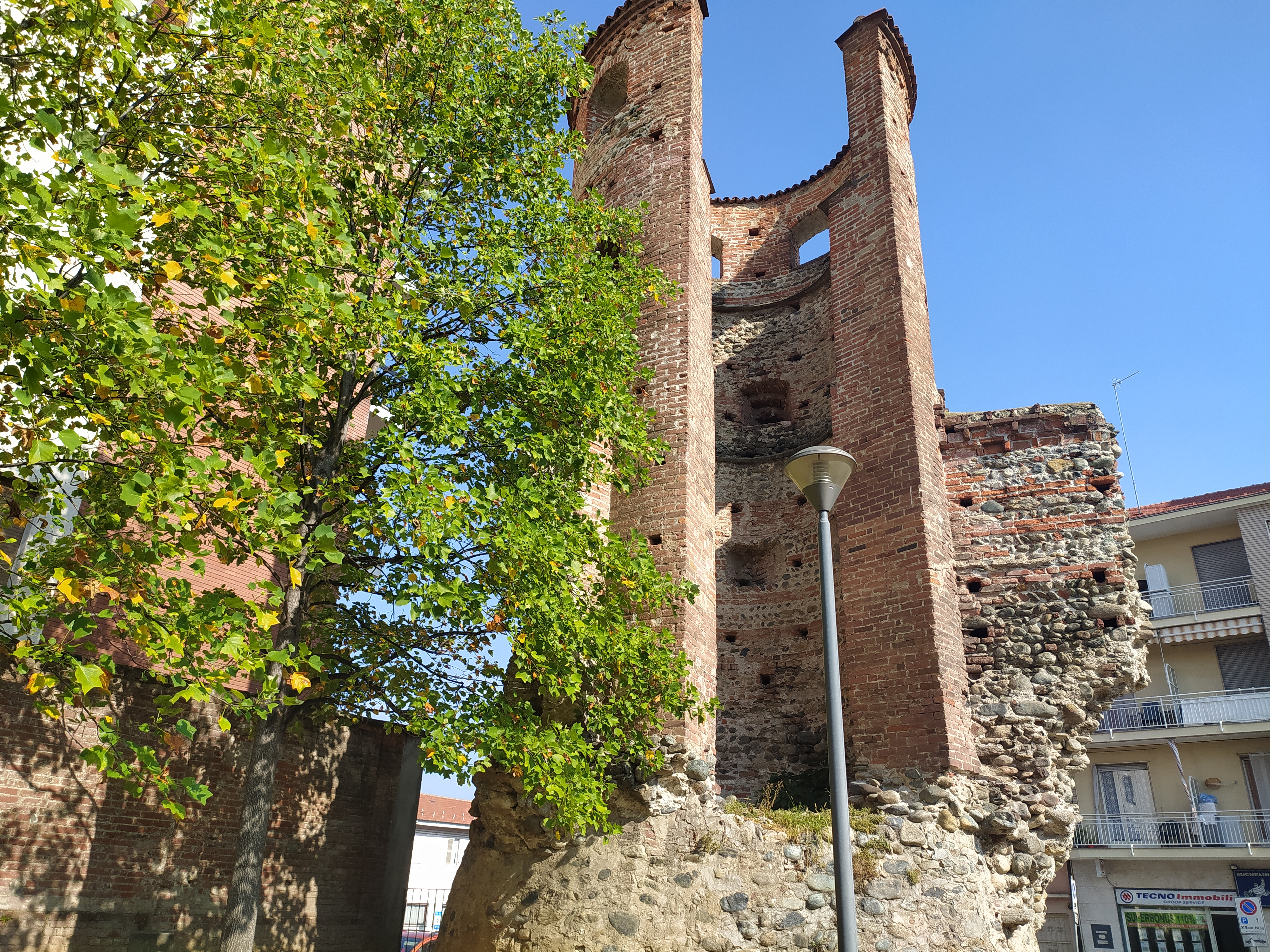
Torre San Rocco
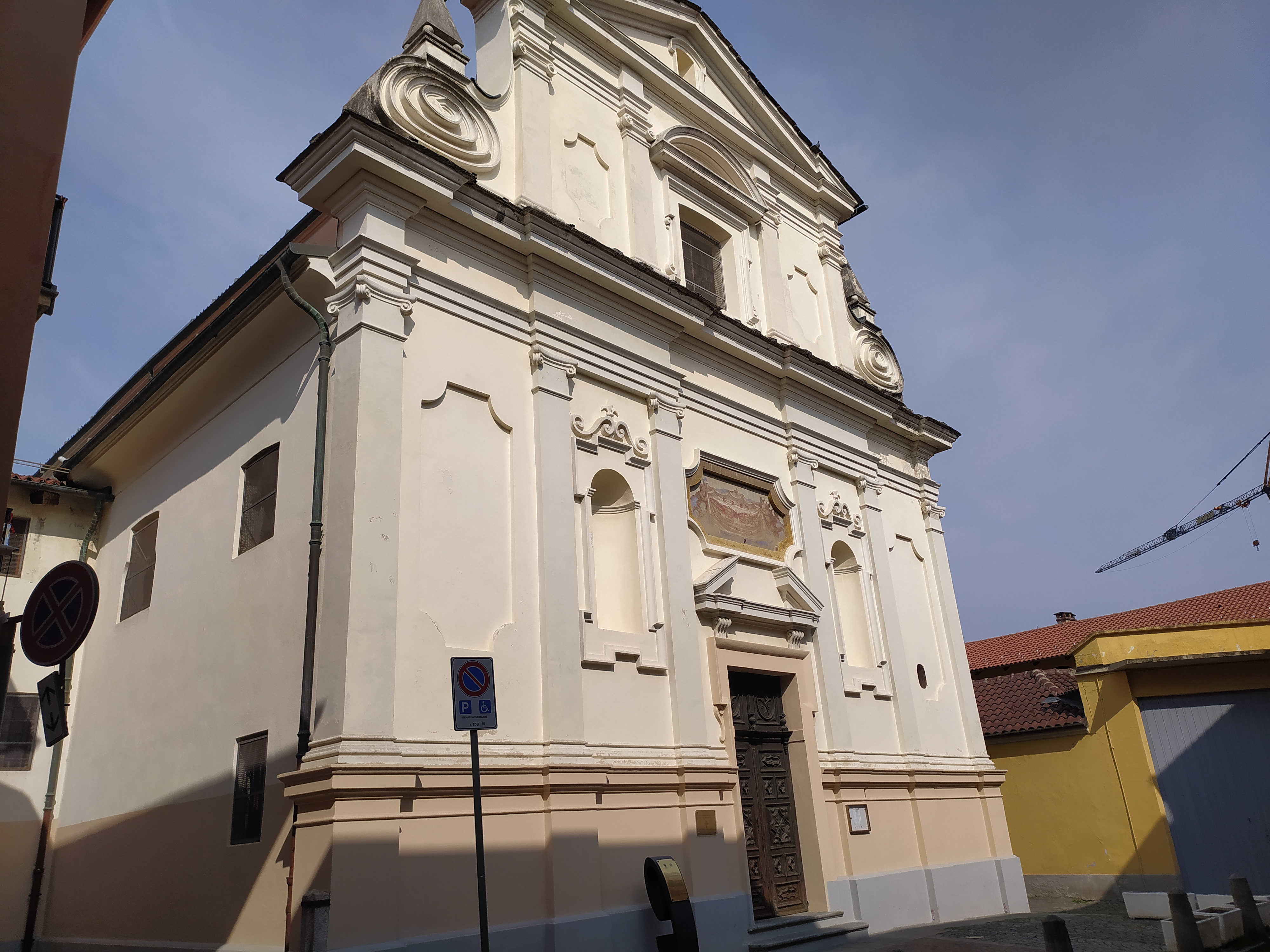
Chiesa Santo Sudario
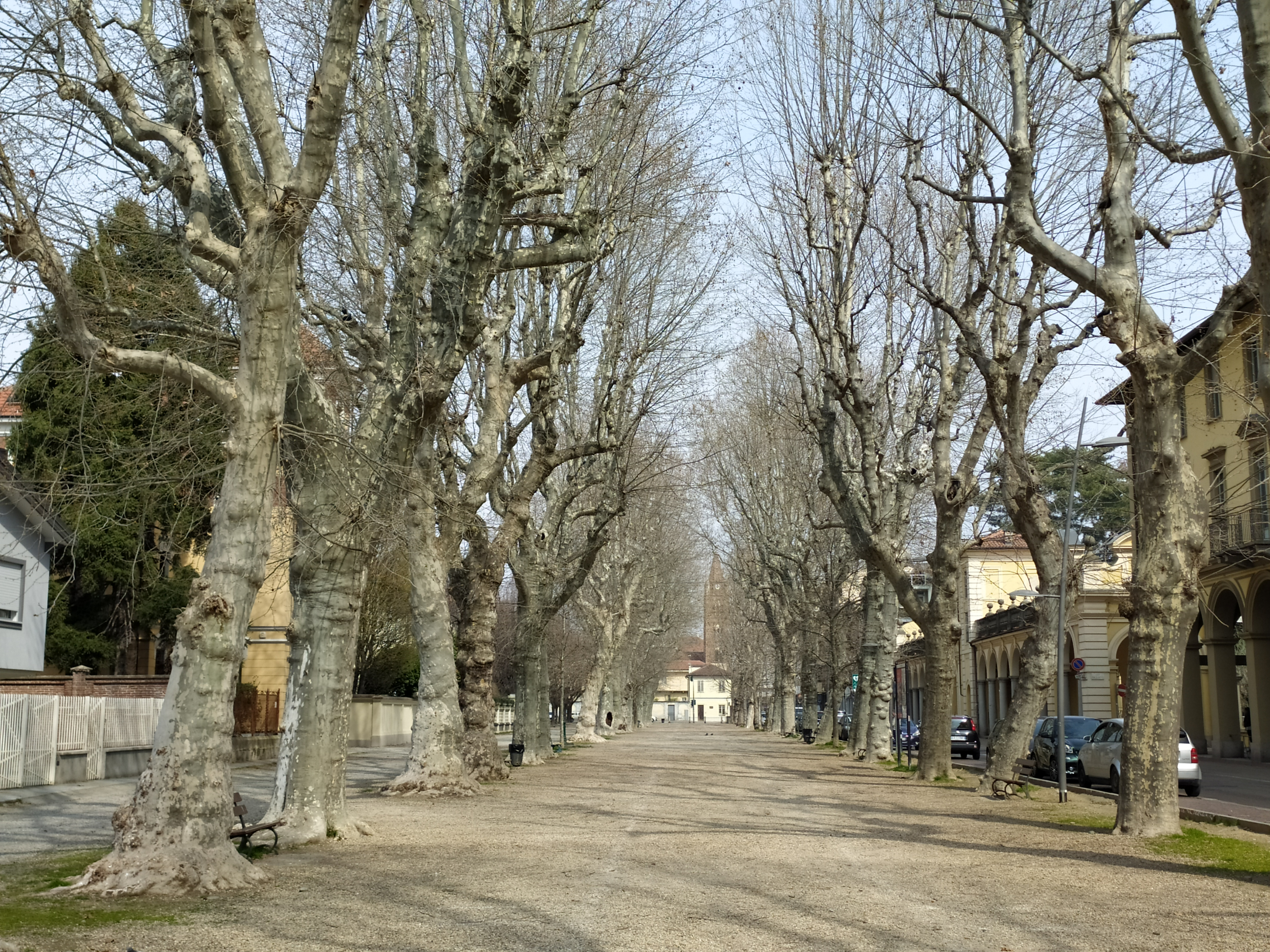
Viale ciclopedonale su Corso Martiri della Libertà

## Suddivisioni amministrative
1. Balma
2. Barbetti
3. Bertolone dei Prati
4. Carbone
5. Cascinetta
6. Devesi
7. Donit
8. Fusiera
9. Ghè
10. Marietta
11. Novero
12. Olivetti
13. Pich
14. Robaronzino
15. Tagna
16. Vastalla[13]

## Economia
A partire dalla fine dell'Ottocento, la città ha dimostrato una spiccata vocazione all'industria, che è andata crescendo nel corso del secolo successivo. Al suo sviluppo ha contribuito in modo determinante la presenza della Ferrovia Torino-Ceres, che ha raggiunto Cirié nel 1869. In quell'occasione viene inaugurata la stazione ferroviaria, presente ancora oggi. Nel 1876 la linea viene portata fino a Lanzo e nel 1919 fino a Ceres. Nel 1921 la Torino-Ceres è la prima ferrovia al mondo ad adottare la trazione elettrica a corrente continua ad alta tensione. Nella stazione di Lanzo Torinese si trova una targa commemorativa che ricorda questo primato.
All'inizio del Novecento sono presenti a Cirié la fabbrica di nastri e trecce Remmert & C, diverse cartiere (De Medici, Olivetti, Marietta, Borla, Melanotte), la prestigiosa fabbrica di coperte Mosconi & Cesa, che sorgeva nell'area conosciuta come il Babau, l'antico stabilimento di filatura della seta Craponne & Vigano; inoltre tintorie, cuoifici, coltellerie, falegnamerie.
Nel 1935 viene fondata la SAIAG, Società Anonima Industria Articoli Gomma, nata dalla fusione di due aziende preesistenti: la IAC, produttrice di teli gommati per dirigibili e maschere antigas usate dall'esercito italiano durante la prima guerra mondiale, e la FIRGA, specializzata nel settore della produzione di articoli rigenerati in gomma. Nel 2000 l'azienda è stata venduta e successivamente frazionata in due società: la Trelleborg e la Metzeler.
Di grande importanza per lo sviluppo industriale e per la crescita dell'occupazione nell'area di Cirié fu l'arrivo della famiglia Remmert, che insediò due importanti opifici nella zona e costruì, accanto allo stabilimento ciriacese, la bella villa di famiglia.

### Ex Opificio Remmert

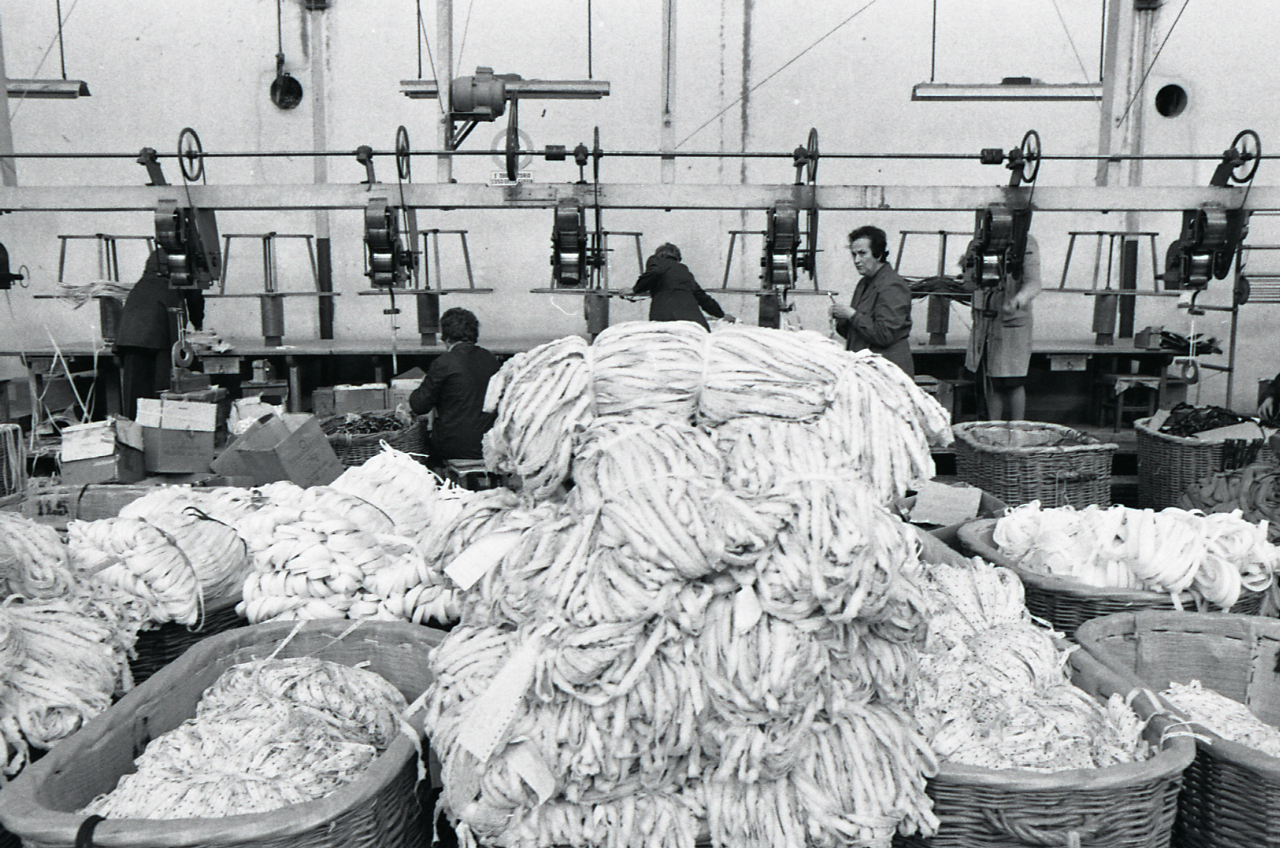
Remmert nel 1976, foto di Paolo Monti

Attiva fino ai primi anni ottanta, l'area della vecchia Remmert, conosciuta come La Biancheria, è stata oggetto, in tempi recenti, di una vasta opera di ristrutturazione, che ha portato alla nascita del centro polivalente chiamato Cirié 2000, che ospita, oltre a diverse attività commerciali, l'Ufficio Postale, il Ministero delle Finanze, la redazione dello storico settimanale Il Risveglio, la Biblioteca comunale Alvaro Corghi ed alcuni uffici comunali. Vi era anche un tribunale, oggi dismesso..

### L'IPCA
L'Industria Piemontese dei Colori di Anilina viene fondata nel 1922 dai fratelli Sereno e Alfredo Ghisotti nel territorio della frazione Borche, dove prima sorgeva una fabbrica di fiammiferi.
La fabbrica è passata alla storia per una tragica vicenda di inquinamento ambientale e per i moltissimi lavoratori deceduti per cancro alla vescica.
Nel 1972 due ex operai dell'IPCA, Albino Stella e Benito Franza, entrambi ammalati di tumore alla vescica, presentarono denuncia contro la fabbrica. Grazie all'impegno dell'allora Pretore di Cirié, Troiano, e di un oncologo dell'Università di Torino, Benedetto Terracini, per la prima volta nella storia della Repubblica, i proprietari di un'azienda venivano chiamati a rispondere penalmente per le malattie contratte dai dipendenti a seguito delle lavorazioni effettuate e della totale mancanza di idonee misure preventive. 
Nel 1977, al termine di un lungo e tortuoso processo, i titolari, i dirigenti, e il medico dell'azienda, vennero condannati per omicidio colposo. L'IPCA chiuse definitivamente i battenti nel 1982. Da una ricerca condotta dall'INAIL emerse che ben 168 lavoratori dell'IPCA morirono per cancro alla vescica.
Nel 2005 venne realizzato il documentario Non si deve morire per vivere, del regista Daniele Gaglianone, al quale parteciparono Cinzia Franza e Daniele Stella, figli dei due operai che denunciarono l'azienda, e Paolo Randi, ex lavoratore dell'IPCA, il quale racconta le terribili condizioni di lavoro a cui erano sottoposti gli operai della fabbrica. 
Il comune di Cirié ha intitolato una piazza alle "Vittime dell'IPCA".

## Società

### Evoluzione demografica
Dall'anno 1951 ad oggi, la popolazione residente è raddoppiata.
Abitanti censiti

### Etnie e minoranze straniere
Secondo i dati Istat al 31 dicembre 2017, i cittadini stranieri residenti a Cirié sono 1 242, così suddivisi per nazionalità, elencando per le presenze più significative:
1. Romania, 737
2. Albania, 138
3. Marocco, 75
4. Cina, 70
5. Ucraina, 25
6. Perù, 24
7. Moldavia, 20

## Cultura

### Stampa
Nei primi anni del Novecento, si diffonde nel Ciriacese il fenomeno della stampa locale. I giornali vengono stampati in piccole tipografie cittadine, con cadenza settimanale e sono composti da sole quattro pagine, di cui l'ultima, solitamente, dedicata alla pubblicità. Fra i più antichi ricordiamo L'Aurora, edito già alla fine dell'Ottocento, La Stura, il cui primo numero viene stampato il 15 giugno 1901 dalla tipografia Streglio, di Cirié. Il giornale, che ha vita piuttosto breve, confluisce più tardi ne Il Progresso del Canavese e delle Valli Stura. Dal 1904, il giornale viene stampato nella tipografia di Giovanni Capella, un ex collaboratore di Streglio. Capella è direttore responsabile dal 1943 al febbraio 1944, quando viene pubblicato l'ultimo numero.
Una discreta diffusione ha Il Canavese e le Valli di Lanzo, nato nel novembre del 1908 e pubblicato la domenica. Fra i collaboratori del giornale vanno ricordati Giacomo Bollati e il professor Nino Costa. L'ultimo numero esce il 12 settembre 1909.
Il Risveglio del Canavese nasce il 6 gennaio 1921. Il giornale si pone in contrasto sia con socialisti e comunisti, sia con i fascisti, di cui vengono spesso denunciate le violenze. Nel 1924 il giornale esprime critiche al nuovo sistema elettorale voluto da Mussolini, ma dall'anno successivo gli articoli a sfondo politico diventano più rari, per poi sparire completamente a causa della censura sempre più rigida. La pubblicazione del Risveglio termina nel 1925, e riprende al termine della seconda guerra mondiale.

### Biblioteca
A Cirié è presente la Biblioteca civica Alvaro Corghi situata presso il centro Cirié 2000.

### Istruzione
A Cirié hanno sede due istituti d'istruzione superiore statali e un centro di formazione tra i più importanti del Canavese.
- Istituto d'istruzione superiore "Fermi-Galilei"
- Istituto d'istruzione superiore "Tommaso D'Oria"
- CIAC Formazione "Davide Negro"

### Artisti ciriacesi

#### Celio Secondo Curione

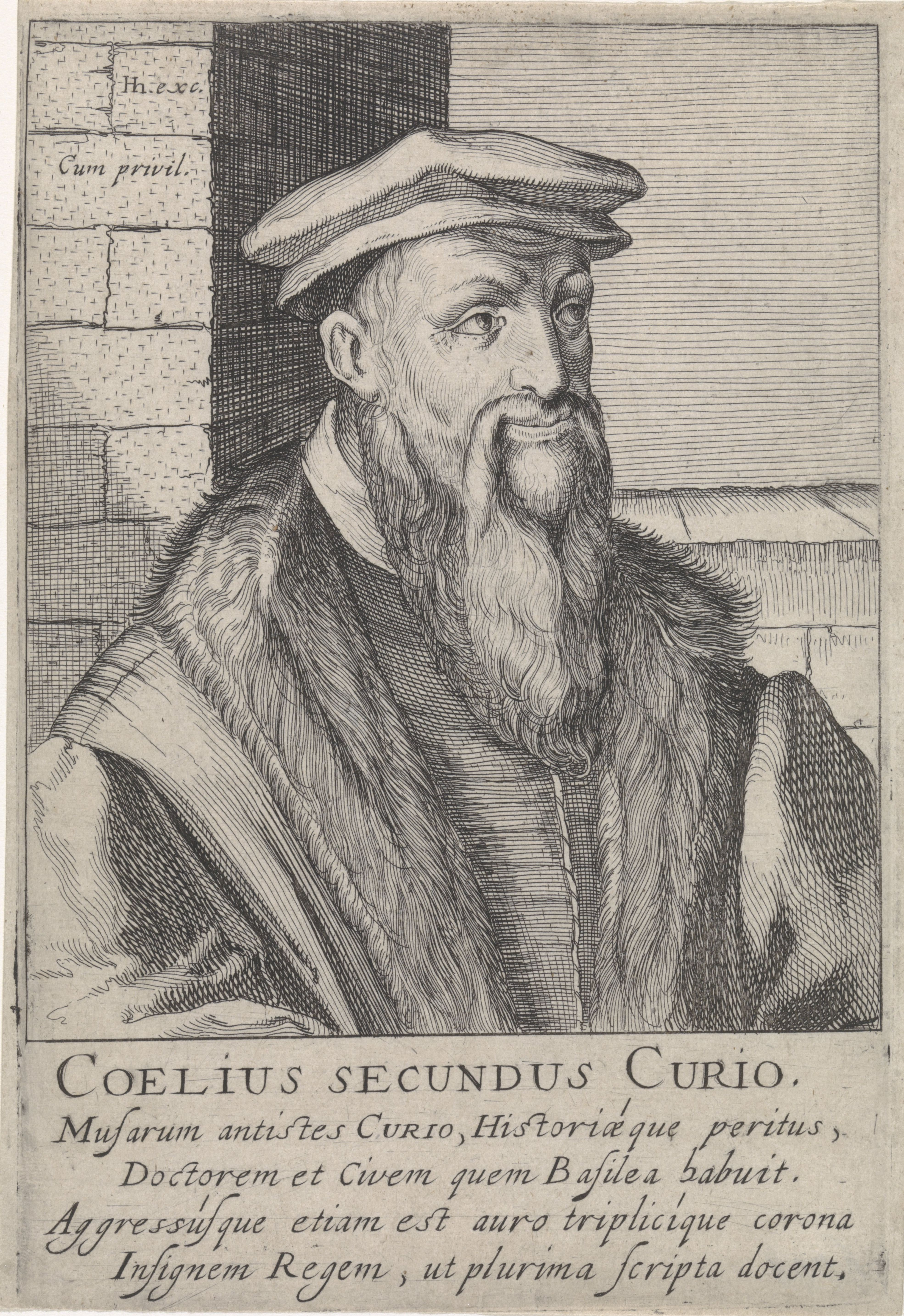
Portret van Caelius Secundus Curio Beroemde hervormers (serietitel) Effigies praestant. aliquot virorum qui veram in primis religion (serietitel), RP-P-1908-2651

Nato a Cirié il 1º maggio 1503 e morto a Basilea il 24 novembre 1569, è stato uno dei più importanti umanisti e riformatori europei del Cinquecento. Braccato dall'Inquisizione per le sue idee ritenute eretiche, visse una vita errabonda in diverse città europee, per poi trovare rifugio in Svizzera, prima a Losanna poi a Basilea, dove insegnò all'Università per 23 anni e scrisse le sue opere più famose.

#### Alvaro Corghi
Alvaro Corghi (San Martino in Rio 1908 – Cirié 1998) è stato un pittore, caricaturista e futurista italiano.

#### Romano Gazzera
Romano Gazzera (Cirié 1908 – Torino 1985) è stato un pittore italiano, famoso soprattutto per i suoi fiori giganti. Figlio del generale Pietro Gazzera.

#### Azio Corghi
Azio Corghi (Cirié 1937 – Guidizzolo 2022) è stato un compositore, musicologo e docente italiano di fama internazionale.

### Musica

#### Musica pop e musica rock
Fin dagli anni sessanta il territorio ciriacese è stato ricco di musicisti rock, pop e jazz. Fra i gruppi più significativi che gravitavano nell'area cittadina va ricordato l'Assoluto Naturale, gruppo di rock progressivo attivo nei primi anni settanta guidato dal polistrumentista Lino Pastore. I Free Wave System, nati nella seconda metà del decennio, proponevano un jazz-rock strumentale vicino alle sonorità dei Perigeo. Nel 1981 il gruppo pubblica un LP per l'etichetta torinese Drums Records. Il disco, dal titolo Nonostante tutto, viene riproposto su cd nel 2004 (Mellow MMP 410 - 2004). Fra i gruppi attivi nel corso degli anni ottanta si ricordano i Nightdriving Gossip, che mutarono in seguito il loro nome in Harp1. Nel 1991 nascono gli Arigret, i quali, muovendosi con una libertà espressiva tipica degli anni settanta, fondano jazz, metal, rap, progressive. Dal vivo gli Arigret, oltre al loro repertorio, nel quale spiccava Fisionomia contadina, ironica hit provinciale, riproponevano brani degli Area, dei Gong e dei newyorkesi Lounge Lizard. A partire dal 1993, dopo lo scioglimento della formazione originaria, gli Arigret iniziano un percorso indirizzato verso il free jazz. Nel 1995 pubblicano il cd Se Una Notte d'inverno un Viaggiatore... e suonano in diversi paesi europei. In seguito il batterista Dario Bruna e il bassista Federico Marchesano entrano a far parte della band di Carlo Actis Dato, uno dei più importanti solisti di sax baritono del panorama mondiale. Con la Actisband realizzano quattro cd e si esibiscono dal vivo in diversi continenti. Nel 1999, inoltre, Marchesano e Bruna danno vita, insieme al trombettista Ramon Moro, al terzetto 3quietmen, che pubblica l'album trump'n'drum'n'bass nel 2000 per la CMC Records. Federico Marchesano collabora inoltre come contrabbassista con l'Orchestra sinfonica della RAI, ed è attualmente bassista nei Mau-Mau e nella Banda Ionica.

#### Il concorso musicale nazionale "Senza Etichetta"
A Cirié si svolge ogni anno il concorso musicale nazionale Senza Etichetta, nato nel 1998 e rivolto a gruppi, cantautori e solisti. La giuria dal 1999 è presieduta stabilmente dal M° Giulio Rapetti, in arte Mogol. La sua presenza funge da garanzia per i partecipanti che vedono in lui la parte nobile, autorevole e titolata della musica popolare italiana. Il premio principale del concorso consiste in una o più borse di studio, che consentono ai vincitori di frequentare un corso di alta formazione, presso la scuola fondata e diretta da Mogol, il Centro Europeo di Toscolano, ad Avigliano Umbro, in provincia di Terni; vi sono inoltre altri premi di merito. Ad essi si affianca un appuntamento culturale di rilievo, per un incontro sostenuto da un personaggio scelto nell'ambito della letteratura, dello spettacolo, della musica o del giornalismo. Gli artisti ospiti di "Senza Etichetta", presso il teatro tenda di Villa Remmert a Cirié, sono stati: Azio Corghi (compositore), Elio, Sandro Cappelletto (giornalista, scrittore e storico della musica), Ugo Riccarelli (Premio Strega 2004), Sonia Bergamasco (nastro d'argento 2004 per il film La meglio gioventù di Marco Tullio Giordana), Giuseppe Cederna (attore), Stefano Centomo (secondo classificato Sanremo 2007 sezione giovani), Tullio De Piscopo (batterista), Dodi Battaglia, Red Canzian, Roby Facchinetti e Stefano D'Orazio (Pooh), Niccolò Fabi (cantautore), Madaski (Africa Unite) ed Eleonora Bosio in arte Cixi (finalista di X Factor 2012).

#### Il Civico Istituto Musicale "F. A. Cuneo"
Il Civico Istituto Musicale “F. A. Cuneo” nasce a Cirié nel luglio 1969, con delibera della Giunta Comunale, guidata dall'allora sindaco Gian Paolo Brizio. Cresciuto negli anni grazie anche al sostegno dell'Amministrazione Comunale, si è affermato nei decenni di attività didattica come luogo di promozione della musica a cui possono fare riferimento bambini, ragazzi ed adulti.
Nato con l'intento di offrire una formazione musicale classica, che aveva sbocco naturale nei corsi Accademici del Conservatorio, l'indirizzo didattico della scuola di musica cittadina si è arricchito negli anni di esperienze formative diverse (jazz, pop, rock).

#### Gli anni del Taurus

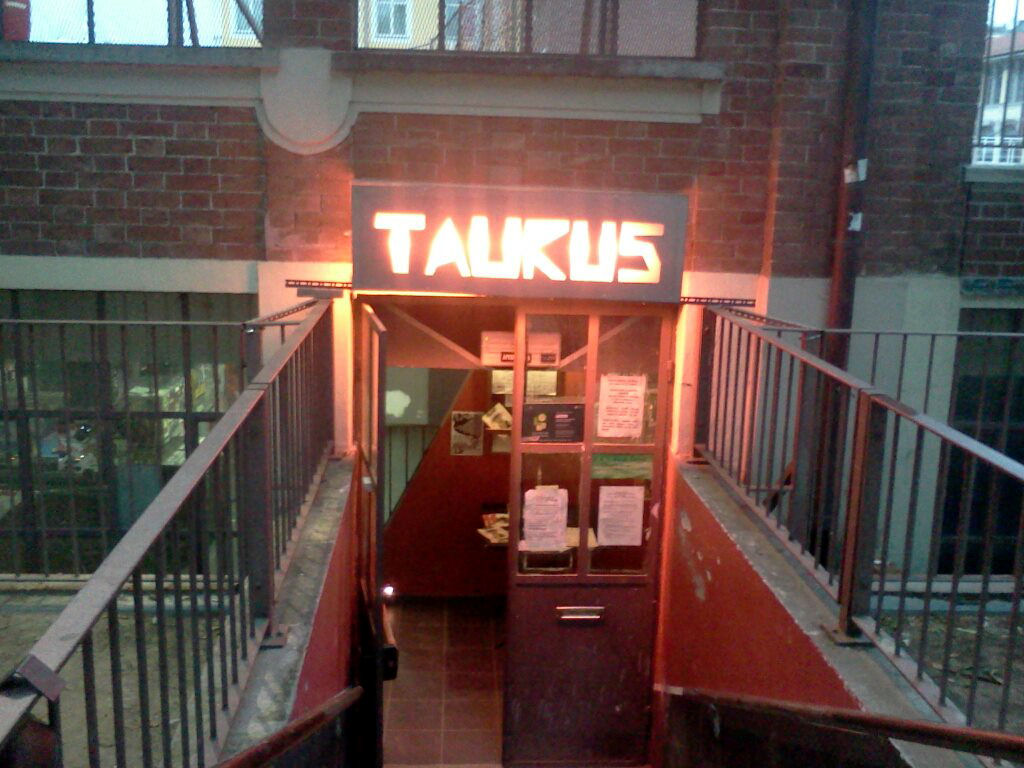
L'ingresso del Taurus, in via Doria a Cirié, maggio 2012

Nel settembre 2006 viene inaugurato un centro culturale polivalente ricavato dal comune all'interno della struttura dell'antica fabbrica Remmert.
Viene chiamato "Taurus", prendendo spunto dal nome dell'ultima azienda che occupava lo stabile, ed affidato in gestione ad alcune cooperative della zona. Il locale non è solo musica, ma ospita diversi eventi teatrali, tuttavia chiude i battenti nel giugno 2012.
Durante gli anni del Taurus, Cirié vive un periodo di straordinaria vivacità artistica e musicale. Grazie al direttore artistico Sabino Pace, il palco del locale di Via Doria diventa una tappa obbligata per moltissimi musicisti del panorama underground nazionale e internazionale. Grazie inoltre alla disponibilità di tre sale prova attrezzate, il Taurus si pone come punto di riferimento per i giovani musicisti della zona.

#### Musica bandistica
Dal 1976 è attiva a Cirié l'Orchestra a Fiati Giovanile Italiana I Music Piemonteis, fondata e diretta da Ugo Bairo. Con l'orchestra a fiati, lavora stabilmente il coro dei Music Piemonteis, diretto da Luca Lozito: l'ensemble, specializzato in trascrizioni operistiche per orchestra a fiati, e coro, (trascrizioni curate dai due direttori), si è esibito in tutto il mondo (da ricordare, fra le numerose altre, le due tournée in Brasile nel 2005 e 2007, la tournée austriaca del 2006, quella tedesca del 2008 e lo straordinario tour in Francia, Spagna e Portogallo del 2009) riscuotendo ovunque calorosi consensi.

## Amministrazione
| Periodo        | Periodo        | Primo cittadino                          | Partito                                  | Carica  | Note          |
| -------------- | -------------- | ---------------------------------------- | ---------------------------------------- | ------- | ------------- |
| 6 giugno 1993  | 27 aprile 1997 | Enzo Genisio                             | Lega Nord                                | Sindaco | [ 17 ]        |
| 28 aprile 1997 | 28 maggio 2006 | Luigi Chiappero                          | Coalizione di Centro-sinistra            | Sindaco | [ 18 ] [ 19 ] |
| 29 maggio 2006 | 19 giugno 2016 | Francesco Brizio Falletti di Castellazzo | Coalizione di Centro-sinistra            | Sindaco | [ 20 ] [ 21 ] |
| 20 giugno 2016 | 5 ottobre 2021 | Loredana Devietti Goggia                 | Liste civiche Più Cirié, Cirié nel cuore | Sindaco | [ 22 ]        |

### Gemellaggi
- Gragnano, dal 2024

## Sport
- Le squadre cittadine di calcio sono il Cirié, fondato nel 1946, e la Leonida Esperanza, fondata nel 1973, che militano rispettivamente in Prima e Terza Categoria. Entrambe le squadre giocano le loro partite casalinghe allo stadio comunale intitolato a Vasito Bastino, storico presidente del Cirié.
- La squadra di pallavolo è la Pallavolo Valli di Lanzo, fondata nel 1989.
- La squadra di pallacanestro è la Pallacanestro Nole-Cirié, fondata nel 1990.